# Ludo Borecki
Ludowick Borecki dit Ludo Borecki, né le 24 mars 1973 à Mons (province de Hainaut), est un auteur de bande dessinée belge.

## Biographie
Ludowick Borecki naît le 24 mars 1973 à Mons. Il commence sa formation en bande dessinée à l’âge de 15 ans en cours du soir à l'École des Métiers d'Art du Hainaut, il a pour professeurs Antonio Cossu, Gérard Goffaux et Philippe Foerster. 
De 1991 à 1994, il suit les cours de BD/Illustration à l'École supérieure des arts Saint-Luc de Liège, ce qui lui permet d'intégrer le Studio Peyo à l’âge de vingt ans comme stagiaire. 
Pour le magazine Schtroumpf !, il dessine une cinquantaine d'histoires courtes et il participe aux albums Schtroumpferies 2 à 5. Il assiste Alain Maury sur les décors du 17e album de Johan et Pirlouit : La Rose des sables en 2001. À partir de 2002, il dessine plusieurs albums de la série des Schtroumpfs (nos 21 à 24) : On ne schtroumpfe pas le progrès, Le Schtroumpf Reporter, Les Schtroumpfs joueurs et Salade de Schtroumpfs.
Puis, il reprend en 2007 le dessin de Robin Dubois avec Miguel Díaz Vizoso sur un scénario de Bob de Groot (2 tomes, Le Lombard).
En 2012, avec Clarke, il publie le diptyque Les Amazones aux éditions Treize étrange et, en 2013, il signe, avec Benoît Ers, le dessin des deux volumes de Tueurs de mamans scénarisés par Zidrou (Dupuis).
Depuis 2014, il se consacre à l’adaptation en bande dessinée du best-seller La Vie compliquée de Léa Olivier, d'après les romans de Catherine Girard-Audet sur un scénario d'Alcante chez Kennes Éditions dont 11 volumes sont parus en 2022.
Ludo Borecki travaille à l'atelier Armageddon qu'il partage avec Batem, Clarke, Marco Venanzi, Benoît Ers, Marc-Renier, Johan Pilet, Corentin Longrée et Mathieu Barthélémy à Liège.

#### Livres
: document utilisé comme source pour la rédaction de cet article.
- Jacques Fiérain, « Borecki, Ludowick », dans La BD dans les provinces de Liège, Namur et Luxembourg, Charleroi, Éd. l'Âge d'or, 2004, 112 p., ill. ; 31 cm (ISBN 9782960019698, OCLC 470388297, présentation en ligne), p. 12.
- Philippe Mellot, Michel Denni, Laurent Turpin et Isabelle Morzadec, Trésors de la bande dessinée : BDM 2025-2026 - Catalogue encyclopédique et Argus, Paris, Les Arènes, novembre 2024, 24e éd., 1839 p., ill. ; 23 cm (ISBN 979-10-37512-61-1, OCLC 1478218824, présentation en ligne), p. 56, 1213, 1257, 1532, 1584. .

#### Articles
- Ludo Borecki (interviewé par Caroline Fixelles), « Cinq questions à Ludo Borecki, le dessinateur des BD Léa Olivier », Le Journal des enfants,‎ 20 novembre 2024 (lire en ligne, consulté le 19 décembre 2024).

### Émissions de télévision
- Le dessinateur Ludo Borecki signe la BD "La vie compliquée de Léa Olivier" sur Qu4tre Liège Média, présentation : Françoise Bonivert (2 min 12 s), 11 décembre 2022.